# Ramsor om dom och oss
Ramsor om dom och oss är ett album från 1982 av Allan Edwall utgivet på skivmärket a disc. LP-versionen är skriven för barn och innehåller korta visor om barn som råkar illa ut. Visorna illustrerades och visades som barnprogram i SVT i oktober och november 1985 som Stackarsramsor. År 2005 återutgavs albumet ut på CD med ytterligare fem (tidigare inte utgivna) sånger.

## Låtlista
1. Ramsor om dom och oss, del 1
2. Ramsor om dom och oss, del 2
3. Vägens dåre (endast med på 2005 års utgåva)
4. Du och jag (endast med på 2005 års utgåva)
5. Plötsligt en dag (endast med på 2005 års utgåva)
6. Jag gick mig åt körka (endast med på 2005 års utgåva)
7. Självporträtt (endast med på 2005 års utgåva)
8. För längesen (endast med på 2005 års utgåva)
9. Tittut (endast med på 2005 års utgåva)
10. Förhoppning (endast med på 2005 års utgåva)